# Collegio uninominale Lombardia - 11 (2017)
Il collegio elettorale uninominale Lombardia - 11 è stato un collegio elettorale uninominale della Repubblica Italiana per l'elezione del Senato tra il 2017 ed il 2022.

## Territorio
Come previsto dalla legge elettorale italiana del 2017, il collegio era stato definito tramite decreto legislativo all'interno della circoscrizione Lombardia.
Era formato dal territorio di 119 comuni: Agra, Albizzate, Angera, Arcisate, Arsago Seprio, Azzate, Azzio, Barasso, Bardello, Bedero Valcuvia, Besano, Besnate, Besozzo, Biandronno, Bisuschio, Bodio Lomnago, Brebbia, Bregano, Brenta, Brezzo di Bedero, Brinzio, Brissago-Valtravaglia, Brunello, Brusimpiano, Buguggiate, Cadegliano-Viconago, Cadrezzate, Cairate, Cantello, Caravate, Carnago, Caronno Varesino, Casale Litta, Casalzuigno, Casciago, Casorate Sempione, Cassano Magnago, Cassano Valcuvia, Castello Cabiaglio, Castelseprio, Castelveccana, Castiglione Olona, Castronno, Cavaria con Premezzo, Cazzago Brabbia, Cittiglio, Clivio, Cocquio-Trevisago, Comabbio, Comerio, Cremenaga, Crosio della Valle, Cuasso al Monte, Cugliate-Fabiasco, Cunardo, Curiglia con Monteviasco, Cuveglio, Cuvio, Daverio, Dumenza, Duno, Ferrera di Varese, Gallarate, Galliate Lombardo, Gavirate, Gazzada Schianno, Gemonio, Germignaga, Golasecca, Gornate Olona, Grantola, Inarzo, Induno Olona, Ispra, Jerago con Orago, Lavena Ponte Tresa, Laveno-Mombello, Leggiuno, Lonate Ceppino, Lozza, Luino, Luvinate, Maccagno con Pino e Veddasca, Malgesso, Malnate, Marchirolo, Marzio, Masciago Primo, Mercallo, Mesenzana, Montegrino Valtravaglia, Monvalle, Morazzone, Mornago, Oggiona con Santo Stefano, Orino, Osmate, Porto Ceresio, Porto Valtravaglia, Rancio Valcuvia, Ranco, Saltrio, Sangiano, Sesto Calende, Solbiate Arno, Sumirago, Taino, Ternate, Tradate, Travedona-Monate, Tronzano Lago Maggiore, Valganna, Varano Borghi, Varese, Vedano Olona, Venegono Inferiore, Venegono Superiore, Vergiate, Viggiù.
Il collegio era parte del collegio plurinominale Lombardia - 03.

## Eletti
| Elezione | Elezione | Senatore         | Partito |
| -------- | -------- | ---------------- | ------- |
|          | 2018     | Stefano Candiani | Lega    |

## Dati elettorali

### XVIII legislatura
Come previsto dalla legge elettorale, 116 senatori erano eletti con sistema a maggioranza relativa in altrettanti collegi uninominali a turno unico.
| Candidati              | Candidati                  | Voti    | %     | Liste                           | Voti    | %     |
| ---------------------- | -------------------------- | ------- | ----- | ------------------------------- | ------- | ----- |
|                        | Stefano Candiani ✔️ Eletto | 148 707 | 49,27 | Lega                            | 86 933  | 28,80 |
| Forza Italia           | Stefano Candiani ✔️ Eletto | 148 707 | 49,27 | 44 820                          | 14,85   |       |
| Fratelli d'Italia      | Stefano Candiani ✔️ Eletto | 148 707 | 49,27 | 13 384                          | 4,43    |       |
| Noi con l'Italia - UDC | Stefano Candiani ✔️ Eletto | 148 707 | 49,27 | 3 570                           | 1,18    |       |
|                        | Gianluigi Paragone         | 69 161  | 22,91 | Movimento 5 Stelle              | 69 161  | 22,91 |
|                        | Alessandro Alfieri         | 67 333  | 22,31 | Partito Democratico             | 57 010  | 18,89 |
| +Europa                | Alessandro Alfieri         | 67 333  | 22,31 | 7 443                           | 2,47    |       |
| Italia Europa Insieme  | Alessandro Alfieri         | 67 333  | 22,31 | 1 836                           | 0,61    |       |
| Civica Popolare        | Alessandro Alfieri         | 67 333  | 22,31 | 1 044                           | 0,35    |       |
|                        | Claudio Mezzanzanica       | 6 283   | 2,08  | Liberi e Uguali                 | 6 283   | 2,08  |
|                        | Carlo Imparato             | 3 406   | 1,13  | CasaPound                       | 3 406   | 1,13  |
|                        | Cesare Polastri            | 2 724   | 0,90  | Il Popolo della Famiglia        | 2 724   | 0,90  |
|                        | Annamaria Zolla            | 1 927   | 0,64  | Italia agli Italiani            | 1 927   | 0,64  |
|                        | Giuseppe Musolino          | 1 506   | 0,50  | Potere al Popolo!               | 1 506   | 0,50  |
|                        | Stefano Bernasconi         | 775     | 0,26  | Per una Sinistra Rivoluzionaria | 775     | 0,26  |
| Totale                 | Totale                     | 301 822 | 100   |                                 | 301 822 | 100   |
|                        |                            |         |       |                                 |         |       |
| Voti non validi        | Voti non validi            | 9 338   | 3,00  |                                 |         |       |
| Votanti                | Votanti                    | 311 160 | 75,61 |                                 |         |       |
| Elettori               | Elettori                   | 411 525 |       |                                 |         |       |